# GMC (марка аутомобила)
 (транскр.  Џи-Ем-Си) амерички је произвођач аутомобила и камиона чији је власник General Motors.